# Louis-Joseph Daumas
Louis-Joseph Daumas, född 1801 i Toulon, död där 1887, var en fransk bildhuggare. 